# Тимошинина, Светлана Алексеевна
Светла́на Алексе́евна Тимоши́нина (в девичестве — Хохлова; род. 15 июля 1973, Москва, СССР) — российская прыгунья в воду, многократная чемпионка России, трёхкратная чемпионка Европы (1993, 1999, 2000), двукратный призёр чемпионатов мира (2001, 2003), участница трёх Олимпийских игр (1996, 2000, 2004). Заслуженный мастер спорта России.

## Биография
Родилась 15 июля 1973 года в Москве. Начала заниматься прыжками в воду в возрасте 8 лет у своей будущей свекрови Натальи Тимошининой. С 1998 года тренировалась под руководством Валерия Стаценко.
Специализировалась в прыжках с десятиметровой вышки. В 1993 году начала выступать за сборную России и в этом же году завоевала свою первую крупную международную награду, став чемпионкой Европы. В 1995 году на европейском первенстве в Вене вновь попала в призёры, завоевав бронзу. В 1996 году участвовала в Олимпийских играх в Атланте, но выступила там неудачно, не сумев преодолеть квалификационный раунд.
После некоторой паузы в спортивной карьере, связанной с рождением дочери, стала выступать не только в одиночных, но и в синхронных прыжках с вышки в паре с Евгенией Ольшевской. В 1999 году на чемпионате Европы в Стамбуле она стала бронзовым призёром в одиночных прыжках и выиграла золото в дуэте. В 2000 году на чемпионате Европы в Хельсинки первенствовала в одиночных соревнованиях и завоевала серебро в дуэте. В том же году на Олимпийских играх в Сиднее заняла 8 и 6 место в этих дисциплинах.
В следующем олимпийском цикле Тимошинина и Ольшевская дважды становился призерами чемпионатов мира (2001 и 2003) и выиграли бронзу чемпионата Европы (2002), однако не вошли в состав сборной России на Олимпийских играх в Афинах (2004), где Светлана Тимошинина выступала только в одиночных прыжках с вышки, заняв в этой дисциплине лишь 19 место.
В 2004 году завершила свою спортивную карьеру и перешла на тренерскую работу в СШОР по прыжкам в воду МГФСО. Является тренером высшей квалификационной категории. Подготовила несколько спортсменок международного уровня в том числе двукратную чемпионку Европы Екатерину Петухову и свою дочь Юлию Тимошинину, в активе которой четыре золотых медали европейских чемпионатов.

## Образование
В 1996 году окончила Российскую государственную академию физической культуры.

## Семья
- Владимир Тимошинин (1970—2023) — муж, советский и российский спортсмен, двукратный чемпион Европы по прыжкам в воду (1991, 1995).